# 12911 Ґудг'ю
12911 Ґудг'ю (12911 Goodhue) — астероїд головного поясу, відкритий 17 вересня 1998 року.
Тіссеранів параметр щодо Юпітера — 3,203.